# Paulo Amaral
Paulo Amaral (Río de Janeiro, Brasil, 18 de octubre de 1923-Río de Janeiro, Brasil, 1 de mayo de 2008) fue un futbolista y director técnico brasileño. Se desempeñaba en la posición de centrocampista. Fue el preparador físico de la selección de fútbol de Brasil en las Copas Mundiales de 1958 y 1962.

## Clubes

### Como futbolista
| Club     | País   | Año       |
| -------- | ------ | --------- |
| Flamengo | Brasil | 1942-1945 |
| Botafogo | Brasil | 1946-1948 |

### Como entrenador
| Club                  | País           | Año       |
| --------------------- | -------------- | --------- |
| Botafogo              | Brasil         | 1959-1961 |
| Vasco da Gama         | Brasil         | 1961-1962 |
| Juventus F. C.        | Italia         | 1962-1963 |
| Corinthians           | Brasil         | 1964      |
| Genoa C. F. C.        | Italia         | 1964      |
| Atlético Mineiro      | Brasil         | 1966      |
| Bahia                 | Brasil         | 1967-1968 |
| Fluminense            | Brasil         | 1969-1971 |
| Vasco da Gama         | Brasil         | 1971      |
| F. C. Oporto          | Portugal       | 1971-1972 |
| Selección de Paraguay | Paraguay       | 1973      |
| America               | Brasil         | 1974-1975 |
| Botafogo              | Brasil         | 1976      |
| Remo                  | Brasil         | 1976-1977 |
| Al-Hilal              | Arabia Saudita | 1978      |
| Guarani               | Brasil         | 1978      |